# Федерація профспілок України
Федерація профспілок України (ФПУ) — найбільше всеукраїнське профспілкове об'єднання, в яке входять більш як 85 % членів профспілок країни. Створена у 1990 році з активів Всесоюзної центральної ради професійних спілок в Україні. Чинний голова — Бизов Сергій Сергійович. Заступники голови — Саєнко Володимир Володимирович, Драп'ятий Євген Михайлович, Шубін Олександр Олександрович, Андреєв Василь Миколайович.

## Структура
До складу ФПУ входить 44 галузеві членські організації та 27 територіальних об'єднань. Численність первинних профспілкових організацій, що входять до ФПУ, станом на 1 січня 2019 року становила 52 975 організацій, загальна кількість членів — 4 828 тисяч осіб.

## Мета і завдання діяльності
Метою діяльності ФПУ є вираження, представлення інтересів і захист прав організацій – членів ФПУ, координація їхніх колективних дій, представництво і захист трудових, соціально-економічних прав та інтересів членів профспілок в органах державної влади і органах місцевого самоврядування, у відносинах з роботодавцями, їх організаціями і об'єднаннями, а також з іншими об'єднаннями громадян.
Основними завданнями ФПУ є захист трудових, соціально-економічних прав та інтересів членів профспілок; соціальний захист членів профспілок та їхніх сімей; відстоювання духовних, соціально-культурних прав та інтересів членів профспілок; правовий захист членів профспілок; посилення впливу на політичне життя і формування громадянського суспільства; вдосконалення системи соціального партнерства: профспілки, роботодавці, держава; розвиток співпраці з іншими профспілками та їх об'єднаннями; забезпечення прав та можливостей жінок і чоловіків; зміцнення ФПУ як найбільшого представницького профцентру України; поглиблення міжнародних зв'язків ФПУ.

## Символіка ФПУ
Гімн

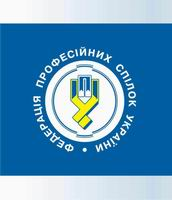
Прапор Федерації профспілок України

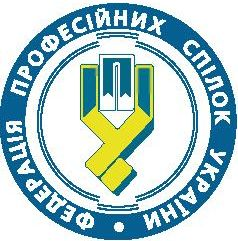
Знак Федерації профспілок України

(музика Євгена Доненка, слова Григорія Заброди)

## Профспілкове навчання
Профспілкова освіта є пріоритетним і стратегічним напрямом діяльності ФПУ. Головним її завданням є підготовка профспілковців, здатних кваліфіковано захищати права та інтереси працюючих, формування у членів профспілок активної життєвої позиції.

### Навчальні заклади в структурі Федерації профспілок України
- Академія праці, соціальних відносин і туризму (м. Київ)
- Харківський соціально-економічний інститут Об'єднання профспілок Харківської області
- Головне підприємство «Профспілкове» Федерації профспілок Вінницької області
- Навчально-методичний центр Федерації профспілок Волинської області
- Підприємство «Зональний навчально-методичний центр» Дніпропетровського обласного об'єднання профспілок
- Навчально-методичний центр Донецької обласної ради професійних спілок
- Навчально-методичний центр Федерації профспілок Житомирської області
- Госпрозрахунковий навчально-методичний центр Обласної ради профспілок Закарпатської області
- Профспілкові курси Запорізької обласної ради професійних спілок
- Навчально-методичний центр Федерації незалежних профспілок Криму
- Факультет з навчання та перепідготовки кадрів Федерації професійних спілок Луганської області
- Підприємство "Готельно-навчальний комплекс «Гетьман» Об'єднання профспілок Львівщини
- Колективне підприємство «Навчально-методичний центр» Федерації профспілок Рівненської області
- Навчально-культурний центр «Побужжя» Федерації профспілок Хмельницької області
- Підприємство «Навчально-методичний центр» Федерації профспілкових організацій Чернігівської області

## Міжнародні зв'язки
Федерація профспілок України входить до Міжнародної конфедерації профспілок, Всеєвропейської регіональної ради профспілок. ФПУ підтримує зв'язки з профцентрами країн СНД, Бельгії, Болгарії, В'єтнаму, Данії, Ізраїлю, Кіпру, Китаю, Польщі, Румунії, Сербії, Словенії, Угорщини, Франції та інших країн.
Значну увагу Федерація профспілок України приділяє співробітництву з Міжнародною організацією праці (МОП), бере участь в її заходах, у розробці важливих для профспілкового руху конвенцій, відстоюючи у відповідних комітетах загальну позицію профспілок, активно використовує можливості МОП у галузі експертної оцінки проектів законодавчих актів, які проходять обговорення у Верховній Раді України.
ФПУ підтримує постійні стосунки з представництвами Всесвітнього банку, Міжнародного валютного фонду, висловлюючи свою точку зору з приводу політики, яку проводять ці міжнародні фінансові інститути.

## Історія створення
Федерація незалежних профспілок України, що була створена 6 жовтня 1990 року є правонаступницею Української республіканської ради профспілок. Декларацію про заснування Федерації підписали 25 республіканських галузевих профспілок і 24 регіональних міжсоюзних профоб'єднання. У листопаді 1992 року на II (позачерговому) з'їзді Федерація незалежних профспілок України була перейменована у Федерацію профспілок України.
21—23 жовтня 1997 року відбувся III з'їзд ФПУ. IV з'їзд ФПУ проходив двома етапами: перший — 19—21 листопада, другий — 12 грудня 2002 року. З'їзд затвердив нову редакцію Статуту Федерації профспілок України і Програму дій ФПУ на 2002—2007 роки.
V з'їзд ФПУ відбувся 5 квітня 2006 року. З'їзд прийняв Програму дій ФПУ на 2006—2011 роки, затвердив нову редакцію Статуту ФПУ. 23—24 березня 2011 року відбувся VI з'їзд ФПУ.

## Голови Федерації профспілок України
| Роки повноважень              | Прізвище, Ім'я, По батькові  | Додаткова інформація |
| ----------------------------- | ---------------------------- | --- |
| жовтень 1992 — січень 2005    | Стоян Олександр Миколайович  | Обраний в листопаді 1992 року на II (позачерговому) з'їзді ФПУ |
| січень 2005 — червень 2008    | Юркін Олександр Валентинович | Обраний 21 січня 2005 року на ІІІ засіданні Ради ФПУ, переобраний 5 квітня 2006 року на V з'їзді ФПУ на п'ятирічний термін, подав заяву про відставку за власним бажанням 14 липня 2008 року, звільнений з посади рішенням Ради ФПУ 17 липня 2008 року |
| листопад 2008 — листопад 2011 | Хара Василь Георгійович      | Обраний на VI засіданні Ради ФПУ 20 листопада 2008 року, переобраний 24 березня 2011 року на VI З'їзді ФПУ на п'ятирічний термін, подав заяву про відставку за власним бажанням 7 листопада 2011 року                                                  |
| листопад 2011 — лютий 2014    | Кулик Юрій Миколайович       | Обраний на IV засіданні Ради ФПУ 11 листопада 2011 року, подав заяву про відставку за власним бажанням 26 лютого 2014 року, звільнений з посади рішенням Ради ФПУ 27 лютого 2014 року                                                                  |
| червень 2014 — липень 2025    | Осовий Григорій Васильович   | Обраний на VIII засіданні Ради ФПУ 26 червня 2014 року, подав заяву про відставку за власним бажанням 24 червня 2025 року, звільнений з посади рішенням Ради ФПУ 1 липня 2025 року                                                                     |
| з липня 2025                  | Бизов Сергій Сергійович      | Обраний на засіданні Ради ФПУ 1 липня 2025 року |

## Розташування
Федерація розташована у Будинку профспілок України м. Київ, майдан Незалежності, 2.